# (531017) 2012 BA155
(531017) 2012 BA155 est un objet de la ceinture de Kuiper en résonance 2:5 avec Neptune. Son diamètre serait compris entre 265 kilomètres et 215 km selon les sources.